# 绿冠啄花鸟
绿冠啄花鸟（学名：Dicaeum pectorale）是啄花鸟科啄花鸟属的一种，分布于印度尼西亚和巴布亚新几内亚。该物种的保护状况被评为无危。
绿冠啄花鸟的平均体重约为7.6克。栖息于亚热带或热带的湿润低地林。